# Д’Абовиль, Франсуа Мари
Франсуа Мари Д’Абовиль (23 января 1730, Брест — 1 ноября 1817, Париж) — французский аристократ, генерал-лейтенант (1792), видный артиллерист, отец двух сыновей — артиллерийских генералов.

## Биография
Франсуа Мари Д’Абовиль происходил из старинной нормандской дворянской семьи, известной с конца XV века, и давшей Франции немало офицеров. Его отец, Бернардин Д’Абовиль, командовал артиллерией Бреста. Именно там родился его сын. В год рождения сына Бернардин Д’Абовиль скончался, поэтому его сына воспитывал дядя, генерал-лейтенант Жюльен Д’Абовиль, командующий артиллерией в армии прославленного французского полководца Морица Саксонского. Поэтому неудивительно, что молодой Франсуа Мари также выбрал для себя карьеру военного артиллериста.
Уже в 17 лет он в качестве адъютанта своего дяди участвовал в битве при Фонтенуа и битве при Лауфельде, а также многих других сражениях Войны за австрийское наследство. Затем Д’Абовиль участвует в Семилетней войне, в ходе которой получает чин полковника, а затем возглавляет артиллерию французского экспедиционного корпуса маршала Рошамбо, направленного в помощь американцам в ходе войны за Независимость США. В этом качестве он участвовал в осаде Йорктауна (1781) и был одним из тех, чьи действия привели к капитуляции британцев генерала Корнуоллиса. За эти достижения Д’Абовиль был произведён в бригадиры, стал рыцарем ордена Святого Людовика и был награждён орденом Цинцинната.

## Роль воФранцузской революции
К началу революции Д’Абовилю было почти 60 лет, он имел чин лагерного маршала и пользовался заслуженной известностью среди французских военных и артиллеристов. В 1789 году он предложил ряд крупных реформ в области артиллерии, в частности, создание подразделений конной артиллерии, которая была впервые внедрена в Пруссии Фридрихом Великим за 30 лет до того, но всё ещё отсутствовала во Франции. Когда в 1791 году Людовик XVI был арестован в Варенне, Д’Абовиль, умеренный монархист, поручился перед Законодательным Собранием в его преданности делу революции. В 1792 году Д’Абовиль был произведён в генерал-лейтенанты. Затем он был направлен в Северную армию, где вновь возглавил артиллерию под командованием Рошамбо, а затем под командованием генерала Келлермана. В этом качестве Д’Абовиль внёс важный вклад в победу французской армии при Вальми.
В 1793 году Д’Абовиль некоторое время командовал артиллерией Мозельской армии и в этом качестве обратился к солдатам с гневной прокламацией по случаю бегства генерала Дюмурье. Однако уже ближе к середине того же года он был уволен якобинцами из армии и заключён в тюрьму, как «благородный». В те же годы разгула революционного террора покинули Францию, были арестованы или даже убиты большинство из прогрессивно настроенных аристократов-патриотов, к которым принадлежал и Д’Абовиль.
Освобождённый после свержения Робеспьера, Д’Абовиль вернулся к совершенствованию артиллерии армии. Он осматривает артиллерию в Бельгии и Голландии, инспектирует укреплённые города, возглавляет Парижский арсенал и Главный комитет артиллерии.

## Служба при Наполеоне
Наполеон Бонапарт, сам артиллерист, высоко ценил Д’Абовиля и после переворота 18 брюмера восстановил для него должность Первого генерального инспектора артиллерии, которая была вакантна со смерти в 1798 году генерала Грибоваля. На новой должности генерал Д’Абовиль реформировал артиллерийскую Систему Грибоваля, усовершенствовав её и заменив Системой XI года (принятой в 1803 году, или в XI год республиканского календаря). Позднее, в 1828 году на основе этих систем маршалом Вале была разработана система Вале, которой французы продолжали пользоваться даже в Крымскую войну 1853—1856 года.
В 1802 году Д’Абовиль стал сенатором, в 1803 году вице-президентом Сената, в 1804 году он был послан в Италию встретить Папу Римского Пия VII и сопроводить его в Париж на коронацию Наполеона. В том же году Д’Абовиль стал Великим офицером ордена Почётного легиона.
К этому времени Д’Абовиль был уже очень пожилым человеком, однако продолжал находиться на активной службе — губернатор Бреста (с 1807 года), граф Империи, в 1809 году, почти в 80 лет, он отправился в Бельгию чтобы помочь осаждённому англичанами Антверпену и внёс вклад в победу над англичанами на острове Вальхерен.

## Служба при Бурбонах
К 1814 году Д’Абовиль решает поддержать возвращение Бурбонов, которые в благодарность награждают его степенью командора ордена Святого Людовика и вводят его в состав Палаты Пэров. Несмотря на это, Наполеон во время Ста дней оставляет его в составе палаты пэров, однако Д’Абовиль заявляет, что из-за болезни не может посещать заседания. После Второй Реставрации он сперва был всё же исключен из палаты Пэров, но уже через месяц возвращён туда, а в 1817 году получил из рук Бурбонов степень Великого офицера ордена Святого Людовика — престижную и редкую награду.
Генерал граф Франсуа Мари Д’Абовиль прожил 87 лет, скончался в 1817 году и был похоронен на парижском кладбище Пер-Лашез. Оба его сына были генералами-артиллеристами Наполеоновской армии. Род существующий.

## Чины и должности
- Поступил на службу в артиллерию в 1744 году;
- Адъютант своего дяди, начальника артиллерии в армии Морица Саксонского в 1747 году;
- Главнокомандующий артиллерией графа Рошамбо в 1780 году;
- Лагерный маршал (9 марта 1788);
- Генерал-лейтенант (1792);
- Главнокомандующий артиллерией Северной армии (1792);
- Главнокомандующий артиллерией Мозельской армии (1793)
- Директор Парижского арсенала;
- Начальник Главного комитета артиллерии;
- Первый генеральный инспектор артиллерии;
- Сенатор (1802);
- Вице-президент Сената (1803);
- Губернатор Бреста (1807);
- Пэр Франции (1814).

## Титулы
- Граф Империи (фр. comte d'Aboville et de l'Empire; патент подтверждён в мае 1808 года);
- Наследственный пэр (ордонанс от 31 августа 1817, патент подтверждён 18 февраля 1818).

## Награды
Кавалер военного ордена Святого Людовика (1780-е годы)
 Легионер ордена Почётного легиона (2 октября 1803 года)
 Великий офицер ордена Почётного легиона (14 июня 1804 года)
 Командор военного ордена Святого Людовика (23 августа 1814 года)
 Большой крест военного ордена Святого Людовика (24 августа 1817 года)
 Орден Цинцинната

## Гербы

Герб семьи Д'Абовиль.
Герб графа Д'Абовиля при Первой империи.
Герб графа Д'Абовиля при Реставрации.